# Tepčići
Tepčići är en ort i Bosnien och Hercegovina.   Den ligger i entiteten Federationen Bosnien och Hercegovina, i den södra delen av landet, 80 km sydväst om huvudstaden Sarajevo. Tepčići ligger 296 meter över havet och antalet invånare är 222.
Terrängen runt Tepčići är kuperad österut, men västerut är den platt. Runt Tepčići är det ganska tätbefolkat, med 93 invånare per kvadratkilometer.. Närmaste större samhälle är Mostar, 13,5 km norr om Tepčići. 